# Limonia nubeculosa
Espèce
Synonymes
- Limnobia nubeculosa (Meigen, 1804)

Limonia nubeculosa est une espèce d'insectes diptères nématocères de la famille des Limoniidae (une famille proche des Tipulidae).

## Description
Le corps mesure de 9 à 11 mm de long ; au repos, ce diptère replie les ailes à plat. Il ne possède pas d'éperon à l'extrémité distale des tibias et les fémurs jaunes sont annelés de 3 marques brunes.

## Habitat
Il fréquente les régions boisées d'Europe et environs, les adultes sont visibles pratiquement toute l'année.